# Santa Rosa, Catamarca
Santa Rosa är en ort i Argentina.   Den ligger i provinsen Catamarca, i den norra delen av landet, 1 000 km nordväst om huvudstaden Buenos Aires. Santa Rosa ligger 523 meter över havet och antalet invånare är 25 674.
Terrängen runt Santa Rosa är varierad. Runt Santa Rosa är det ganska glesbefolkat, med 45 invånare per kvadratkilometer.. Närmaste större samhälle är San Fernando del Valle de Catamarca, 9,0 km väster om Santa Rosa.
Omgivningarna runt Santa Rosa är i huvudsak ett öppet busklandskap.